# Fritz Feldmann (Ruderer)
Fritz Karl Feldmann (* 15. Dezember 1915 in Winterthur; † 28. August 2002 in Santa Barbara, Kalifornien, Vereinigte Staaten) war ein Schweizer Ruderer. Er gehörte dem RC Zürich an und nahm an den Olympischen Sommerspielen 1936 in Berlin teil. Dort belegte er mit 6:35,8 min im Achter den sechsten Platz.
Feldmann hatte einen Doktor in Luft- und Raumfahrttechnik von der ETH Zürich.